# روش تو
«روش تو» (به اسپانیایی: Tu Manera)، (به انگلیسی: Your Way) ترانه‌ای از خواننده اهل رومانی اینا است، که در ۱ مارس ۲۰۱۹ به عنوان چهارمین تک‌آهنگ از ششمین آلبوم استودیویی او با عنوان یو (۲۰۱۹) برای دانلود دیجیتال توسط راک نیشن منتشر شد.